# Grundgesetz
Grundgesetz (zkratka GG, řidčeji také GrundG) neboli základní zákon je obdobou ústavy ve Spolkové republice Německo a platí ve všech šestnácti německých spolkových zemích. Velký důraz je v tomto dokumentu kladen na lidská práva, která jsou zakotvena v článcích 1 až 20, články 1 a 20 jsou nezměnitelné. Základní zákon byl schválen 8. května 1949 v Bonnu. 12. května 1949 byl podepsán západními okupačními mocnostmi a 23. května 1949 nabyl účinnosti. Zpočátku platil jen v Západním Německu složeném z americké, britské a francouzské okupační zóny. Sjednocením Německa 3. října 1990 se jeho působnost rozšířila na území bývalé NDR.